# Vlag van Californië
De vlag van Californië, bijgenaamd de Bear Flag, is de vlag van Californië. De vlag wordt gebruikt sinds de Republiek Californië zich op 14 juni 1846 onafhankelijk van Mexico verklaarde. Deze republiek sloot zich een kleine maand later aan bij de Verenigde Staten en werd in 1850 een staat van de Verenigde Staten. Sinds 3 februari 1911 is de Bear Flag de officiële vlag van de staat Californië.
De vlag is wit met een rode horizontale baan aan de onderkant. In het witte veld staan een rode ster en een naar de hijszijde kijkende Californische grizzlybeer op een stuk grond boven de naam van de staat.

## Symboliek
De beer die op de vlag is afgebeeld is de Californische grizzlybeer, een grizzlybeersoort die is uitgestorven. De beer moet kracht uitstralen.
Er wordt gespeculeerd dat de vijfpuntige ster verwijst naar (=soevereiniteit) de Republiek Texas, die zich net als Californië in de 19e eeuw van Mexico afscheidde.
De kleuren hebben zelf ook een betekenis: de rode kleur betekent moed en de witte achtergrond staat voor zuiverheid.

## Ontwerp

### Specificaties
De vlag heeft een hoogte-breedteverhouding van 2:3. De horizontale rode baan neemt een zesde van de hoogte in.
De diameter van (een denkbeeldige cirkel om de punten van) de ster is gelijk aan een tiende van de breedte van de vlag, terwijl de afstand van het midden van de ster tot de hijszijde gelijk is aan een zesde van de breedte van de vlag. De afstand van het midden van de ster tot aan de bovenkant van de vlag is vier vijfde van de afstand van het midden van de ster tot de hijszijde.
Het grasveld waar de beer op staat, bevindt zich horizontaal gezien in het midden van de vlag. De breedte ervan is gelijk aan elf twaalfde van de hoogte van de vlag. De letters onder het gras zijn half zo hoog als de rode baan en de woorden die zij vormen nemen twee derde van de breedte van de vlag in.
Wanneer men een denkbeeldige schuine lijn trekt tussen de neus van de beer en zijn rechter achterpoot, dan is de lengte van die lijn gelijk aan twee derde van de hoogte van de vlag. De beer is zo geplaatst dat het midden van zijn oog zich halverwege de boven- en de onderkant van het witte gedeelte van de vlag bevindt; horizontaal gezien staat hij in het midden van de vlag.

### Kleuren
De kleuren zijn als volgt gespecificeerd:
| Kleurenschema | Irish Green | White | Old Glory Red | Maple Sugar |
| ------------- | ----------- | ----- | ------------- | ----------- |
| Pantone       | 348         | Safe  | 200           | 729C        |
| Cable colors  | 80120       | 80002 | 80108         | 80153       |

## Geschiedenis

### EersteBear Flag

Eerste Bear Flag (digitale reproductie)

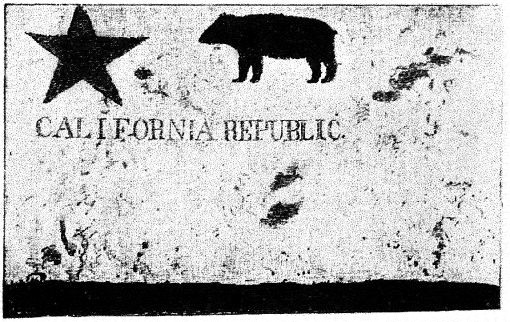
Foto van de vlag van Sonoma

De Bear Flag werd voor het eerst gehesen in Sonoma op 14 juni 1846, door de "Bear Flaggers" die Californië onder leiding van William B. Ide wilden "bevrijden" van Mexico. Deze mensen waren voornamelijk Amerikanen en Engelstalige Californiërs. In de oorspronkelijke vlag, ontworpen door William Todd, was de beer kleiner (lijkend op een varken) en dichter bij de bovenkant geplaatst. Hij moest verwijzen naar de vele beren in Californië. De beer had, in tegenstelling tot de huidige vlag, geen grond om op te staan. De ster is wellicht bedoeld als een verwijzing naar de vlag van de Republiek West-Florida en de vlag van de Republiek Texas.
De oorspronkelijke Bear Flag en de republiek die zij symboliseerde hadden maar een korte carrière, van 14 juni tot 9 juli 1846. Op 7 juli hees John D. Sloat van de United States Navy de Amerikaanse vlag (met toen nog 28 sterren) te Monterey, de hoofdstad van Alta California, en claimde het gebied voor de Verenigde Staten. Op 9 juli werd onder leiding van marineluitenant Joseph Warren Revere de Bear Flag in Sonoma neergehaald en vervangen door de Amerikaanse vlag. Hierna droegen de Californiërs hun republiek over aan de Verenigde Staten en vochten aan die zijde verder in de oorlog tegen Mexico.
Het exemplaar dat in Sonoma is gehesen staat op de hier rechts afgebeelde foto. Deze vlag werd op 8 september 1855 gedoneerd aan de Society of California Pioneers en bewaard in het gebouw van die vereniging in San Francisco. De branden die veroorzaakt werden door de aardbeving van 1906 vernietigden echter de vlag. In het centrum van Sonoma staat een beeld dat het hijsen van de Californische vlag moet voorstellen. Tegenwoordig hangt er een replica van de vlag in de Sonoma Barracks of El Presidio de Sonoma. Er is ook een standbeeld op het centrale plein van Sonoma dat het hijsen van de vlag uitbeeldt.

### HuidigeBear Flag
Toen Californië in 1850 een staat van de Verenigde Staten werd, raakte haar vlag buiten gebruik. Tot 1911 zou Californië geen officiële vlag hebben. Dat jaar werd de huidige vlag aangenomen, die zoals hiervoor besproken is enkele grote verschillen vertoont met de vlag uit 1846. De vlag werd aangenomen door de California State Legislature en vervolgens ondertekend door gouverneur Hiram Johnson. Hiermee werd ook de benaming Bear Flag officieel, aangezien er gesteld wordt: "De Bear Flag is de Staatsvlag van Californië."
In 1953 werden de specifieke ontwerpdetails van de vlag, zoals ze eerder in dit artikel besproken zijn, vastgelegd in een wet, die ondertekend werd door gouverneur Earl Warren.